# Comté de Sherman (Kansas)
Pour les articles homonymes, voir Comté de Sherman.
Le comté de Sherman est l’un des 105 comtés de l’État du Kansas, aux États-Unis. Il a été fondé en 1886. Son siège, et plus grande ville, est Goodland. Selon le recensement de 2000, la population du comté est de 6 760 habitants. Il est nommé d'après le général William Tecumseh Sherman

## Géographie
Le comté a une superficie de 2 735 km², dont la presque totalité en surfaces terrestres.

### Géolocalisation
|                                | Comté de Cheyenne | Comté de Rawlins |
| Comté de Kit Carson (Colorado) | Comté de Sherman  | Comté de Thomas  |
|                                | Comté de Wallace  | Comté de Logan   |